# 지노 카펠로
지노 카펠로(이탈리아어: Gino Cappello, 이탈리아어 발음: [ˈdʒiːno kapˈpɛllo], 1920년 6월 2일~1990년 3월 28일)는 이탈리아의 전 축구 선수로, 현역 시절 스트라이커로 활약했다.

## 구단 경력
파도바 토박이인 카펠로는 파도바에서 축구를 시작했다. 세리에 B의 구단에서 2년을 보낸 그는 1940년에 밀란으로 이적하면서 세리에 A 무대에 입성했다. 그는 밀란에서 3년을 보내며 2인자 골잡이었지만, 당시 밀란은 우승 경쟁을 하는 대규모 구단이 아니었다. 종전 후, 그는 볼로냐로 이적해 10년을 보냈다. 그는 그동안 245번의 경기에 출전해 80골을 넣어 지지자들에게 잊을 수 없는 선수로 거듭났다. 그는 세리에 B의 노바라에서 현역 마지막 2년을 보냈다. 1958년, 그는 노바라 선수 신분으로 불혹의 나이에 현역 은퇴를 선언했다.

## 국가대표팀 경력
카펠로는 1949년 5월 22일에 3-1로 이긴 오스트리아와의 경기에서 이탈리아 국가대표팀 신고식을 치렀다. 그는 1950년 월드컵에서 2경기를 모두 뛴 4명의 이탈리아 선수들 중 하나였다. 4년 후, 그는 1954년 월드컵에도 차출되었는데, 등번호 착용이 의무화된 최초의 월드컵에서 등번호 10번을 받으면서, 이탈리아 국가대표팀의 상징적인 등번호를 달고 월드컵에 출전한 최초의 선수로 이름을 남겼다. 그는 4-1로 이긴 벨기에와의 본선 경기에서 이탈리아 국가대표팀 마지막 경기를 뛰었다.

## 경기 방식
유망주 시절에 기교적인 면에서 두각을 나타내지 않던 카펠로는 능수능란한 기술력을 지닌 창의적인 공격수로서 늦게 만개했고, 낚시, 밀접 공제어, 그리고 공몰이로 회자되었지만, 효율성이 낮고 기복이 있었다. 본래 전방 플레이메이커나 후방 공격수였던 카펠로는 전방, 측면, 혹은 중원의 어느 역할이든 맡을 수 있었다. 직감적이고 기회를 잘 잡고, 골냄새를 잘 맡는 그는 중앙 공격수로 정착했다. 그의 경기 방식은 오랜 기간 경기에서 오랜 기간 존재를 드러내지 않다가 삽시간에 몇 차례 마무리나 공잡기로 결정적인 도움이나 결승골로 연출하는데 있었다. 기발하면서도 방종한 지노 카펠로는 까다로운 성격, 프로로서의 부족한 마음가짐으로도 회자되었는데, 두 차례 영구제명을 받기도 했다. 1952년에 카펠로는 하계 올림픽에서 주심을 주먹으로 폭행하기도 했다. 그는 그 결과 12개월 동안 징계를 받다가 사면되기도 했다.